# Astyochia
Astyochia är ett släkte av fjärilar. Astyochia ingår i familjen mätare.

## Dottertaxa tillAstyochia, i alfabetisk ordning[1]
- Astyochia cetaria
- Astyochia cincta
- Astyochia cissa
- Astyochia cloelia
- Astyochia colada
- Astyochia crane
- Astyochia dentilinea
- Astyochia dolens
- Astyochia emphanes
- Astyochia faula
- Astyochia fessonia
- Astyochia illineata
- Astyochia interlineata
- Astyochia ithra
- Astyochia lachesis
- Astyochia lechula
- Astyochia major
- Astyochia marginea
- Astyochia membranacea
- Astyochia monacha
- Astyochia nebula
- Astyochia nigrita
- Astyochia nigrivena
- Astyochia pallene
- Astyochia paulina
- Astyochia petrovna
- Astyochia philyra
- Astyochia philyroides
- Astyochia signata
- Astyochia subliturata
- Astyochia transvisata
- Astyochia vaporaria
- Astyochia vidra
- Astyochia vitrea